# Echt-Susteren
Echt-Susteren (en limburgués: Ech-Zöstere) es un municipio de la Provincia de Limburgo al sureste de los Países Bajos, creado el 1 de enero de 2003 por la fusión de dos antiguos municipios: Echt y Susteren.